# Такерия
Такерия (исп. taquería) — заведение общественного питания, специализирующееся на подаче тако. Наиболее распространены в Мексике. Существуют в различных формах — от небольших уличных киосков до ресторанов.
Поскольку в мексиканской кухне имеется огромное количество вариантов тако, как правило, каждая такерия специализируется на нескольких из них. Помимо самих тако, обычно в таких заведениях посетителям предлагаются острые соусы, прохладительные напитки и пиво.